# Racine (Wirginia Zachodnia)
Racine – jednostka osadnicza w Stanach Zjednoczonych, w stanie Wirginia Zachodnia, w hrabstwie Boone.